# Fredrik Ericsson
Fredrik Ericsson (14. marts 1975 – 6. august 2010) var en svensk bjergbestiger og skiløber. Han omkom, da han forsøgte at nå toppen af K2 sammen med Gerlinde Kaltenbrunner, der herefter valgte at opgive forsøget.
I 2003 nåede Ericsson toppen af Peak Somoni, i 2004 toppen af Shisha Pangma og i 2005 toppen af Gasherbrum II (sammen med Jörgen Aamot fra Norge).